# Edgware metróállomás
Az Edgware a londoni metró egyik állomása az 5-ös zónában, a Northern line végállomása.

## Története
Az állomást 1924. augusztus 18-án adták át a Charing Cross, Euston & Hampstead Railway részeként. Napjainkban a Northern line vonatai szolgálják ki.

## Forgalom
| Járat | Útvonal | Gyakoriság     |
| ----- | --- | -------------- |
|       | Edgware – Burnt Oak – Colindale – Hendon Central – Brent Cross – Golders Green – Hampstead – Belsize Park – Chalk Farm – Camden Town (– tovább Kennington vagy Morden felé) | 3-4 percenként |

## Átszállási kapcsolatok
| Állomás | Átszállási kapcsolatok         |
| ------- | ------------------------------ |
| Edgware | Helyi buszok (Edgware Station) |

## Fordítás
- Ez a szócikk részben vagy egészben  az   Edgware tube station című angol Wikipédia-szócikk fordításán alapul.  Az eredeti cikk szerkesztőit annak laptörténete sorolja fel. Ez a jelzés csupán a megfogalmazás eredetét és a szerzői jogokat jelzi, nem szolgál a cikkben szereplő információk forrásmegjelöléseként.